# Parathesis tenuis
Parathesis tenuis là một loài thực vật có hoa trong họ Anh thảo. Loài này được Standl. mô tả khoa học đầu tiên năm 1924.